# Franz Adolf Wickenhauser
Franz Adolf Wickenhauser (Wurmbach, 1809-Chernivtsí, 1891) fue un publicista, financiero e historiador austriaco.

## Biografía
Nacido en 1809 en Wurmbach, una localidad de la Baja Austria. Publicista y financiero, se instaló siendo joven en Bucovina, donde llegó a ser asesor financiero y se ocupó, durante unas tres décadas, al estudio de la historia de Moldavia. Falleció en Chernivtsí el 6 de abril de 1891.
Entre sus publicaciones se encontraron títulos como Crisoavele mănăstirei Moldovitza (1862), Istoria orașuluî Cernăuţi (1874), Istoria documentata a mănăstirei Solca (1877), Horecza, adaos la mănăstirea Cernăuţului (1880), Istoria mănăstirelor Homor. Sf. Onufrie, Horodnic şi Petrouţi (1881), Coloniile germane in Bucovina (1885-1888), Istoria mănăstirelor Voroneţ şi 'Putna (1886-1888), Istoria episcopei Rădăuţi (1890-1891) y Cămpulungul rusesc şi moldovenesc (1890).